# Bicha (náutica)

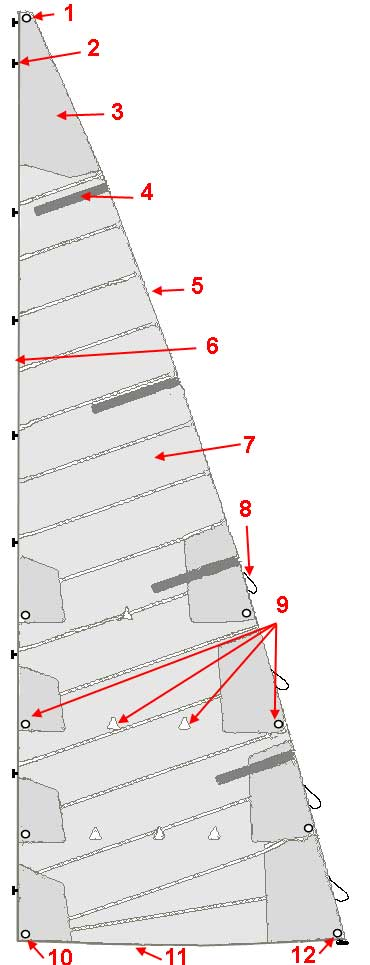
Bicha (n. 8 da imagem)

Bicha (em inglês: Outhaul)  é em náutica um cabo que serve para fazer variar a tensão da valuma da vela grande.